# COEX Mall
O COEX Mall é um shopping center subterrâneo localizado em Gangnam-gu, Seul, Coreia do Sul. É o maior centro comercial subterrâneo da Ásia, com uma área de aproximadamente 85.000 metros quadrados. O shopping está situado em Samseong-dong e é servido pela estação Samseong da Linha 2 do Metrô de Seul, na interseção das vias Teheranno e Yeongdong Dae-ro. O COEX Mall é adjacente ao COEX Convention & Exhibition Center, que faz parte do World Trade Center Seoul, administrado pela Korea International Trade Association (KITA).
Junto com centenas de lojas, o shopping abriga duas praças de alimentação, um complexo de salas de cinema, o COEX Aquarium, uma grande livraria e o Museu do Kimchi. Também possui uma área de jogos, que é usada para gravar os torneios de jogos de computador, que são transmitidos pela televisão local. Há também cenários dentro e fora do shopping para eventos sazonais e aparições públicas de celebridades.
Em maio de 2012, a KITA anunciou grandes planos de renovação para o shopping. Serão investidos 180 bilhões de wons para o projeto. A reforma é necessária para criar passarelas de passageiros entre a nova estação COEX da Linha 9 do Metrô de Seul, cuja conclusão está prevista para 2014, com a estação Samseong da Linha 2. Está programada para ser concluída em novembro de 2014.